# Sicily Island
Sicily Island – wieś w Stanach Zjednoczonych, w stanie Luizjana, w parafii Catahoula.